# Liste der Kulturdenkmäler in Ober-Ohmen
Die folgende Liste enthält die in der Denkmaltopographie ausgewiesenen Kulturdenkmäler auf dem Gebiet des Ortsteils Ober-Ohmen der Gemeinde Mücke, Vogelsbergkreis, Hessen.
Hinweis: Die Reihenfolge der Denkmäler in dieser Liste orientiert sich an der Anschrift, alternativ ist sie auch nach der Bezeichnung, der vom Landesamt für Denkmalpflege vergebenen Nummer oder der Bauzeit sortierbar.
Kulturdenkmäler werden fortlaufend im Denkmalverzeichnis des Landes Hessen durch das Landesamt für Denkmalpflege Hessen auf Basis des Hessischen Denkmalschutzgesetzes (HDSchG) geführt. Die Schutzwürdigkeit eines Kulturdenkmals hängt nicht von der Eintragung in das Denkmalverzeichnis des Landes Hessen oder der Veröffentlichung in der Denkmaltopographie ab.

Die bisher bekannten Bau- und Kunstdenkmäler hat das Landesamt für Denkmalpflege Hessen in sogenannten Arbeitslisten erfasst. Den Arbeitslisten liegen Erkenntnisse aus Akten, Ortsbegehungen und Denkmalinventaren, jedoch keine neuere systematische Forschung, zugrunde. Die Benehmensherstellung mit der Gemeinde gemäß § 11 Abs. 1 HDSchG ist noch nicht erfolgt.
Das Vorhandensein oder Fehlen eines Objekts in dieser Liste ist keine rechtsverbindliche Auskunft darüber, ob es Kulturdenkmal ist oder nicht: Diese Liste entspricht möglicherweise nicht dem aktuellen Stand der offiziellen Denkmaltopographie. Diese ist für Hessen in den entsprechenden Bänden der Denkmaltopographie Bundesrepublik Deutschland und im Internet unter DenkXweb – Kulturdenkmäler in Hessen einsehbar. Auch diese Quellen sind, obwohl sie durch das Landesamt für Denkmalpflege Hessen aktualisiert werden, nicht immer aktuell, da es im Denkmalbestand immer wieder Änderungen gibt.
Eine verbindliche Auskunft erteilt allein das Landesamt für Denkmalpflege Hessen.
Nutze diese Kartenansicht, um Koordinaten in der Liste zu setzen. In dieser Kartenansicht sind Kulturdenkmale ohne Koordinaten mit einem roten bzw. orangen Marker dargestellt und können in der Karte gesetzt werden. Kulturdenkmale ohne Bild sind mit einem blauen bzw. roten Marker gekennzeichnet, Kulturdenkmale mit Bild mit einem grünen bzw. orangen Marker.
| Bild                 | Bezeichnung                                    | Lage                                                   | Beschreibung | Bauzeit                                           | Objekt-Nr. |
| -------------------- | ---------------------------------------------- | ------------------------------------------------------ | ------------ | ------------------------------------------------- | ---------- |
| Bild gesucht BW      | Gesamtanlage I – Unterdorf                     | Lage                                                   |              |                                                   | 813339 DDB |
| Bild gesucht BW      | Gesamtanlage II – Oberdorf                     | Lage                                                   |              |                                                   | 938665 DDB |
| weitere Bilder       | Gesamtanlage III – Schnepfenhain               | Lage                                                   |              |                                                   | 938666 DDB |
| Am Römer 2           |                                                | Am Römer 2 LageFlur: 1, Flurstück: 10/1                |              |                                                   | 813325 DDB |
| weitere Bilder       | Evangelische Kirche                            | Am Römer 3/5 LageFlur: 1, Flurstück: 1/1, 2/1          |              | 1792/94, Chorturm (zweite Hälfte 13. Jahrhundert) | 813946 DDB |
| Riedeselischer Hof   | Riedeselischer Hof                             | Am Römer 5 LageFlur: 1, Flurstück: 1                   |              |                                                   | 813231 DDB |
| Ehemaliges Rathaus   | Ehemaliges Rathaus                             | Am Römer 6 LageFlur: 1, Flurstück: 9/1                 |              |                                                   | 813336 DDB |
| Bild gesucht BW      |                                                | Friedensstraße 2 LageFlur: 1, Flurstück: 218/4         |              |                                                   | 813947 DDB |
| Bild gesucht BW      |                                                | Friedensstraße 18 LageFlur: 1, Flurstück: 228          |              |                                                   | 813953 DDB |
| weitere Bilder       |                                                | Friedensstraße 21 LageFlur: 1, Flurstück: 44           |              |                                                   | 813198 DDB |
| Friedensstraße 23    |                                                | Friedensstraße 23 LageFlur: 1, Flurstück: 46           |              |                                                   | 813362 DDB |
| Bild gesucht BW      |                                                | Friedensstraße 25 LageFlur: 1, Flurstück: 47           |              |                                                   | 813363 DDB |
| Friedensstraße 26/28 |                                                | Friedensstraße 26/28 LageFlur: 1, Flurstück: 236, 237  |              |                                                   | 813956     |
| Bild gesucht BW      |                                                | Friedensstraße 27 LageFlur: 1, Flurstück: 50/1         |              |                                                   | 814011 DDB |
| Bild gesucht BW      |                                                | Goethestraße 6 LageFlur: 1, Flurstück: 210/2           |              |                                                   | 813879 DDB |
| weitere Bilder       |                                                | Mühlenstraße 3/5 LageFlur: 1, Flurstück: 27            |              |                                                   | 813722     |
| Bild gesucht BW      | Brücke über die Ohm                            | Ohm (Gew II), Goethestraße LageFlur: 1, Flurstück: 211 |              |                                                   | 814014 DDB |
| Bild gesucht BW      | Gefallenendenkmal und Grabmal auf dem Friedhof | Raiffeisenstraße 1 LageFlur: 1, Flurstück: 299         |              |                                                   | 813879 DDB |
| weitere Bilder       | Ehemalige Schule                               | Schillerstraße 5 LageFlur: 1, Flurstück: 202/3         |              |                                                   | 813335 DDB |
| Pfarrhof             | Pfarrhof                                       | Schillerstraße 6 LageFlur: 1, Flurstück: 3             |              |                                                   | 813386 DDB |
| Bild gesucht BW      |                                                | Schillerstraße 9 LageFlur: 1, Flurstück: 199           |              |                                                   | 814013 DDB |
| Bild gesucht BW      |                                                | Schillerstraße 13 LageFlur: 1, Flurstück: 194          |              |                                                   | 813340 DDB |
| Bild gesucht BW      |                                                | Schillerstraße 17 LageFlur: 1, Flurstück: 192          |              |                                                   | 813741 DDB |
| Bild gesucht BW      | Backhaus                                       | Schnepfenhain 2 LageFlur: 1, Flurstück: 9/1            |              |                                                   | 813328 DDB |
| weitere Bilder       |                                                | Schnepfenhain 9/11 LageFlur: 1, Flurstück: 114/1, 115  |              |                                                   | 813987 DDB |
| weitere Bilder       | Ehemalige Mühle                                | Schnepfenhain 26 LageFlur: 1, Flurstück: 61/2          |              |                                                   | 813233 DDB |
| Schnepfenhain 33     |                                                | Schnepfenhain 33 LageFlur: 1, Flurstück: 85/1          |              |                                                   | 813229 DDB |
| Bild gesucht BW      |                                                | Schnepfenhain 37 LageFlur: 1, Flurstück: 83            |              |                                                   | 813332 DDB |
| Schnepfenhain 41     |                                                | Schnepfenhain 41 LageFlur: 1, Flurstück: 82            |              |                                                   | 814012 DDB |
| Bild gesucht BW      |                                                | Weidgasse 4 LageFlur: 1, Flurstück: 239                |              |                                                   | 813230 DDB |